# Spintharidius rhomboidalis
Spintharidius rhomboidalis är en spindelart som beskrevs av Simon 1893. Spintharidius rhomboidalis ingår i släktet Spintharidius och familjen hjulspindlar.
Artens utbredningsområde är Paraguay. Inga underarter finns listade i Catalogue of Life.